# Amiota
Amiota is een vliegengeslacht uit de familie van de Fruitvliegen (Drosophilidae).

## Soorten
- A. albilabris (Roth, 1860)
- A. alboguttata (Wahlberg, 1839)
- A. basdeni d'Assis-Fonseca, 1965
- A. buccata Wheeler, 1952
- A. collini Beuk & Maca, 1995
- A. filipes Maca, 1980
- A. flavopruinosa Duda, 1934
- A. huachucae Wheeler, 1960
- A. humeralis Loew, 1862
- A. leucostoma Loew, 1862
- A. minor (Malloch, 1921)
- A. nigrescens Wheeler, 1952
- A. picta (Coquillett, 1904)
- A. rufescens (Oldenberg, 1914)
- A. setigera Malloch, 1924
- A. steganoptera Malloch, 1926
- A. subtusradiata Duda, 1934